# 프레크무레

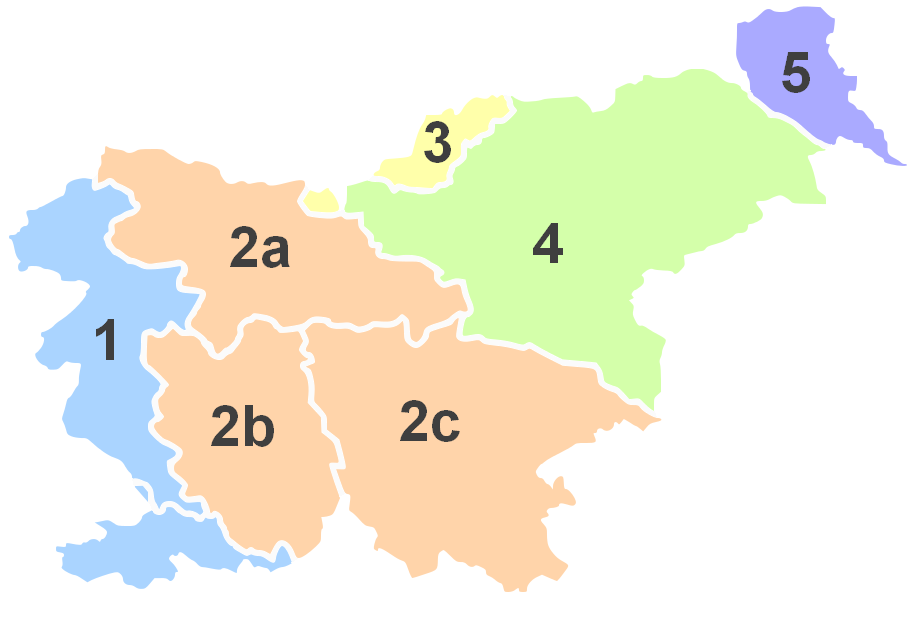
최북동단에서 5번으로 표시된 프레크무레 지방 (파란색)

프레크무레(슬로베니아어: Prekmurje, 헝가리어: Muramente, Muravidék)는 슬로베니아 최북동단에 위치한 지방이다. 공식적인 행정 구역 단위는 아니며 슬로베니아의 다른 지방과는 달리 언어, 문화, 종교적인 면에서 큰 차이점을 띤다.
헝가리 왕국의 슬로베니아어 화자(슬로베니아인)가 거주했던 지방이었으며 트리아농 조약이 체결되면서 세르비아인 크로아티아인 슬로베니아인 왕국에 할양되었다. 헝가리어로는 무러멘테, 무러비데크라고 부르기도 한다.
헝가리인과 로마인 다수가 거주하며 가장 큰 도시는 무르스카소보타이다.

## 같이 보기
- 메지무레주